# Hong Jeong-ho (handball)
Pour les articles homonymes, voir Hong Jeong-ho.
Dans ce nom coréen, le nom de famille, Hong, précède le nom personnel.
Hong Jeong-ho, née le 6 mai 1974 à Jeju[réf. souhaitée], est une ancienne handballeuse internationale sud-coréenne. 
Avec l'équipe nationale de Corée du Sud, elle participe aux Jeux olympiques de 1992, 1996 et 2008 où elle remporte respectivement des médailles d'or, d'argent et de bronze. En 1996, elle est également élue dans l'équipe type du tournoi olympique.
En 1995, elle remporte également le titre de championne du monde.

## Palmarès

### En sélection nationale
- Jeux olympiques[1]
  -  médaille d'or aux Jeux olympiques de 1992 à Barcelone,  Espagne
  -  médaille d'argent aux Jeux olympiques de 1996 à Atlanta,  États-Unis
  -  médaille de bronze aux Jeux olympiques de 2008 à Pékin,  Chine
- Championnat du monde
  -  médaille d'or au Championnat du monde 1995,  Autriche /  Hongrie
  - 11e place au Championnat du monde 1993
- Jeux asiatiques[1]
  -  médaille d'or aux Jeux asiatiques de 1994 à Hiroshima

### En club
- Vainqueur de la Coupe d'Europe des vainqueurs de coupe en 1999 avec Bækkelagets SK[4]
- Vainqueur de la Coupe de l'EHF en 2003 avec Slagelse FH[5]
- Vainqueur de la Coupe du Danemark en 2002
- Vainqueur du Championnat du Danemark en 2003

### Récompenses individuelles
- Membre de l'équipe type du Jeux olympiques de 1996 à Atlanta,  États-Unis
- Meilleure marqueuse du Championnat du monde 1993,  Norvège